# Brabovus nanincisus
Il brabovo (Brabovus nanincisus) è un mammifero artiodattilo estinto, appartenente ai bovidi. Visse nel Pliocene superiore (circa 3,5 - 2,8 milioni di anni fa) e i suoi resti fossili sono stati ritrovati in Africa orientale (Tanzania).

## Descrizione
Questo animale è noto principalmente per un cranio dalle caratteristiche particolari. Rispetto ad altri bovini, il cranio era di piccola taglia e dotato di molari e premolari a corona bassa (brachidonti). Gli incisivi inferiori erano piccoli, così come i canini. Le corna erano corte, sprovviste di carena (se non nella zona sommitale) e poco appiattite, leggermente divergenti e inclinate all'indietro. Eccezion fatta per la corona bassa, i molari e i premolari di Brabovus portano reminiscenze di Aepyceros e Cephalophus, mentre gli incisivi insolitamente piccoli richiamano quelli dei bisonti, dei caprini e del chiru (gen. Pantholops).

## Classificazione
Brabovus nanincisus venne descritto per la prima volta da Gentry nel 1987, sulla base di un cranio proveniente dal famoso giacimento di Laetoli in Tanzania; altri fossili frammentari provenienti dalla stessa zona furono riferiti alla stessa specie in seguito. Inizialmente Brabovus venne ritenuto un rappresentante arcaico dei bovini, e in seguito venne avvicinato agli ippotragini e poi considerato una forma arcaica sopravvissuta, forse vicina ai cefalofi (gen. Cephalophus). Il sistema di sinus nell'osso frontale, tuttavia, è molto differente da quello dei cefalofi.